# رافائيل مارتن فازكويز
رافائيل مارتن فازكويز (بالإسبانية: Rafael Martín Vázquez)‏ (ولد في 25 سبتمبر، 1965 في مدريد) لاعب كرة قدم أسباني يلعب بمركز الوسط.
انضم مارتن لفريق الشباب بريال مدريد في عمر الخامسة عشر في عام 1980. ولعب أولى مبارياته مع الفريق الأول بعام 1983حيث كان ضمن مجموعة لاعبين بالفريق أطلق عليهم لقب فرقة الرعب Quinta del Buitre.
وبقي في مدريد حتى عام 1990، حيث انتقل لإيطاليا للعب مع فريق تورينو. وفي عام 1992 لعب فترة قصيرة مع مرسيليا، قبل أن يعود ثانية لريال مدريد. حيث قضى فترته الثانية مع الفريق حتى موسم 1995.
ومن عام 1995 حتى 1997 لعب مع فريق ديبورتيفو لاكورونيا. في 1998 تبع أحد أعضاء فرقة الرعب ميشيل وإميليو بوتراغينيو للعب مع فريق أتليتكو كيلاي في المكسيك. وفي نفس الموسم توجه للدوري الألماني للعب مع فريق نادي كارلسروه, قبل أن يعتزل.
استمتع مارتن بقترته الأولى مع ريال مدريد في الثمانينات حيث فاز بستة بطولات دوري إسباني ومرتين كأس الاتحاد الأوروبي ومرتين كأس ملك إسبانيا. خاض مع منتخب إسبانيا 38 مباراة، منها أمم أوروبا 88 وكأس العالم 1990.
حاليا يشغل مارتن منصب مدرباً لناشئي ريال مدريد.

## روابط خارجية
- رافائيل مارتن فازكويز على موقع الاتحاد الدولي (مؤرشف)  (الإنجليزية)
- رافائيل مارتن فازكويز على موقع قاعدة بيانات كرة القدم.إي يو (الإنجليزية)
- رافائيل مارتن فازكويز على موقع بيانات كرة القدم. دي إي (الألمانية)
- رافائيل مارتن فازكويز على موقع ناشيونال فوتبول تيمز (الإنجليزية)